# Psychische aandoening

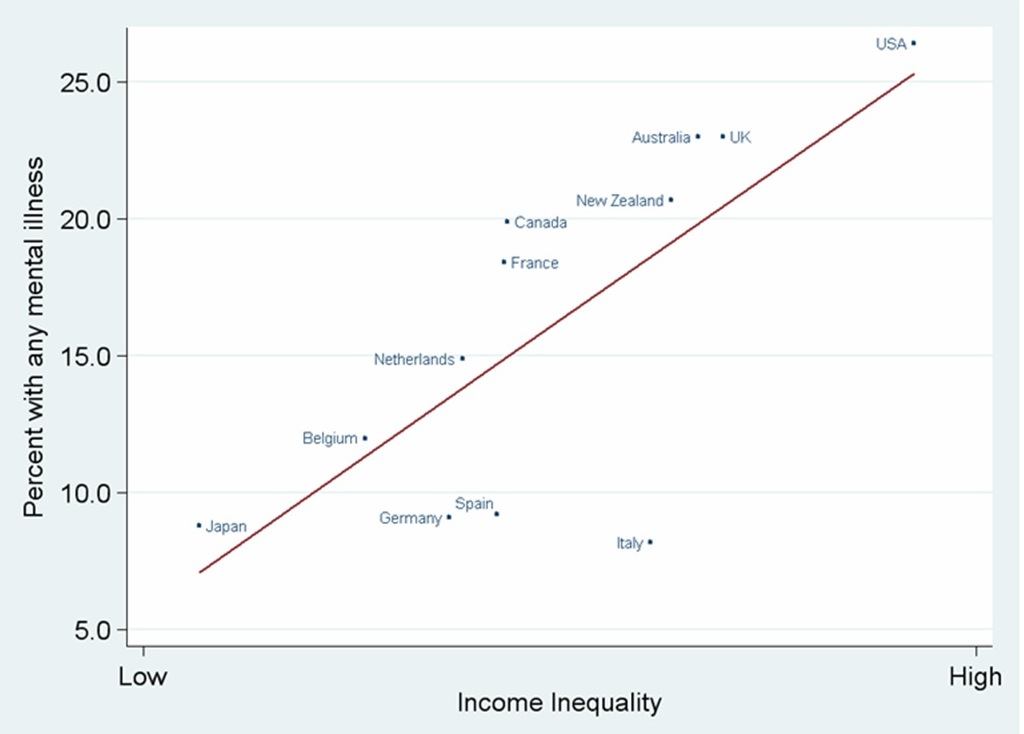
Psychische aandoeningen komen meer voor in landen met een grotere economische ongelijkheid

Een psychische aandoening (ook wel geestesziekte of psychiatrische stoornis) is een aandoening die wordt gekenmerkt door afwijkende ervaringen en gedrag. Psychische aandoeningen worden onder andere vastgesteld aan de hand van gedragsobservaties. Ernstige psychische aandoeningen (EPA) vormen een aparte deelcategorie.

## Omschrijving
Psychische aandoeningen worden beschreven in de medische literatuur. Er zijn internationaal twee standaarden in gebruik: de Diagnostic and Statistical Manual of Mental Disorders (DSM, letterlijk diagnostisch en statistisch handboek van psychische stoornissen) en de International Statistical Classification of Diseases and Related Health Problems (ICD, letterlijk internationaal statistische classificatie van ziektes en gerelateerde gezondheidsproblemen).
Voor beide standaarden werden toegepast kwam er spraakverwarring voor in de literatuur over psychische aandoeningen. Termen als 'depressie' en 'psychose' werden door verschillende auteurs verschillend opgevat en gebruikt. In de standaarden werd van verschillende stoornissen en syndromen omschreven welke symptomen er bij voorkwamen. Deze handboeken berusten op een ruime medische consensus en bepalen wanneer gedrag en beleving dermate afwijkend zijn dat men kan spreken van een psychische aandoening, en in welke categorie.

### DSM
De DSM is een Amerikaans classificatiesysteem voor psychische aandoeningen, uitgegeven en opgesteld door de American Psychiatric Association. Het boek dient in Nederland, Australië, Nieuw-Zeeland en Noord-Amerika als de standaard in de psychiatrische diagnostiek. Het handboek omvat een classificatiesysteem van psychische afwijkingen met telkens een definitie, diagnostische criteria en differentiële diagnose van de beschreven groep psychische afwijkingen.
De actuele versie van de DSM is de DSM-5-TR (maart 2022, Nederlandse vertaling november 2022). Het is de revisie van de DSM-5 (mei 2013, Nederlandse vertaling april 2014), die in Nederland sinds 2017 leidend is bij het bepalen van de verzekerde zorg in de geestelijke gezondheidszorg (GGZ).
In de DSM-5 zijn enkele grote veranderingen doorgevoerd ten opzichte van eerdere edities. Zo vallen alle vormen van autisme uit vorige edities vanaf DSM-5 onder de naam autismespectrumstoornis en staan leerstoornissen in deze editie samen onder één noemer. Nieuw zijn onder andere stoornissen als gokverslaving en eetbuistoornis. Ook verdween het assenstelsel waarlangs de verschillende diagnoses in DSM-IV werden gerubriceerd en zijn diagnoses die eindigden op 'niet anderszins omschreven' (NAO, in het Engels not otherwise specified, NOS) vervallen.

### ICD
In alle andere landen wordt de ICD gebruikt, het internationale handboek van de Wereldgezondheidsorganisatie. Hierin staan psychische aandoeningen beschreven en ook alle andere bekende ziekten. De actuele versie van de ICD is de ICD-11, formeel van kracht sinds 1 januari 2022, al gaf de WHO toe dat waarschijnlijk niet veel landen deze datum zouden halen.
Wijzigingen in de ICD-11 ten opzichte van de voorganger, de ICD-10, zijn onder andere de toevoeging van de eetbuistoornis ('binge eating disorder'; ICD-11:6B82), de selectieve eetstoornis (ICD11:6B83), de stoornis van de lichaamsbeleving ('body dysmorphic disorder', ICD-11: 6B21), dermatillomanie ('excoriation disorder', ICD-11: 6B25.1), verzamelstoornis ('hoarding disorder', ICD-11: 6B24), periodieke explosieve stoornis ('intermittent explosive disorder, ICD-11: 6C73), complexe posttraumatische stressstoornis (ICD11:6B41) en gameverslaving (ICD11:6B42).
Verder zijn onder andere wijzigingen doorgevoerd in de volgende omschrijvingen:
- Verschillende persoonlijkheidsstoornissen zijn samengevoegd tot een diagnose, waarbij verschillende dimensies zijn gedefinieerd.
- De verschillende subtypen van schizofrenie zijn geschrapt; er zijn nu verschillende dimensies gedefinieerd.
- In de ICD-11 zijn fobieën en gegeneraliseerde angststoornis samengevoegd tot angststoornissen (ICD11: 1336943699).
- Alle pervasieve ontwikkelingsstoornissen (behalve het syndroom van Rett) zijn samengevoegd tot autismespectrumstoornis (ICD11: 6A02).
- De hyperkinetische stoornis is hernoemd naar 'attention deficit hyperactivity disorder' (ADHD, ICD11: 6A05), waarbij een onderscheid is gemaakt tussen de subtypes 'overwegend onoplettend', 'overwegend hyperactief-impulsief' en het gecombineerde type.

## Behandeling
Psychische aandoeningen kunnen afhankelijk van de aard en therapeutische insteek worden behandeld met onder andere psychofarmaca en/of psychotherapie door psychiater en/of gezondheidszorgpsycholoog.